# Charles Lock Eastlake
Sir Charles Lock Eastlake, RA (Plymouth, 17 novembre 1793 – Pisa, 24 dicembre 1865), è stato un pittore e scrittore inglese, che fu Presidente della Royal Academy.
Nato a Plymouth, nel Devon, quarto figlio di un avvocato dell'Ammiragliato, studiò nella locale scuola elementare per passare poi alla Charterhouse School. Nel 1809 divenne allievo di Benjamin Haydon e iniziò a studiare nelle scuole della Royal Society di Londra.
Poco dopo si trasferì a Parigi, dove ebbe modo di studiare a lungo presso il Louvre; il suo primo lavoro di successo è stato il dipinto Napoleone a bordo della Bellerophon presso Plymouth Sound, raffigurante l'imperatore Napoleone I sulla nave HMS Bellerophon (1786), poco prima della partenza per l'isola di Sant'Elena. Nel 1816 visitò Roma e qui ritrasse Thomas Lawrence e William Turner. Da Roma passò poi a Napoli e Atene, dove ebbe l'incarico di disegnare i resti delle opere artistiche antiche locali. Eastlake viaggiò per tutto il Mediterraneo continuando ad inviare le sue opere a Londra, dove venivano esibite. Nel 1827 divenne membro della Royal Academy e tre anni dopo fece ritorno stabilmente in Inghilterra.
Nel 1838 venne inviato in Italia alla ricerca di opere di Piero della Francesca per il nascente Victoria and Albert Museum: trovò la Flagellazione, ma non la acquistò, il Battesimo di Cristo, che si fece soffiare dal più giovane John Charles Robinson, e il San Michele Arcangelo, che acquistò anni dopo per conto proprio, cedendolo in seguito alla National Gallery di Londra.
Nel 1849 sposò Elizabeth Rigby. L'anno seguente, il 1850, venne nominato baronetto e Presidente della Royal Academy. Nel 1855 fu il primo direttore della National Gallery di Londra.
Eastlake morì a Pisa nel 1865 e fu sepolto nel Kensal Green Cemetery di Londra.